# 미얀마의 국기
미얀마의 국기는 2010년 10월 21일에 새로 제정되었으며 2008년에 개정된 미얀마 연방 공화국 헌법을 기초로 하고 있다. 새 국기의 디자인은 노란색, 초록색, 빨간색 세 가지 가로 줄무늬 바탕 가운데에 하얀색 별이 그려진 형태를 한 디자인이다. 노란색은 단결, 초록색은 평화와 자연의 풍요로움을, 빨간색은 용기를 상징하며 하얀색 별은 연방의 영원한 존재를 상징한다.

## 색상
| 색상 | 노랑                | 초록                | 빨강                | 하양                  |
| ---- | ------------------- | ------------------- | ------------------- | --------------------- |
| RGB  | 254–203–0 (#FECB00) | 52–178–51 (#34B233) | 234–40–57 (#EA2839) | 255–255–255 (#FFFFFF) |

## 그 외의 기

국방부기
미얀마의 군기
미얀마의 육군기
미얀마의 해군기
미얀마의 공군기

## 이전의 국기
독립 이전의 국기는 제2차 세계 대전 기간에 일본군에 대항하는 버마 레지스탕스들이 사용했던 붉은 바탕에 공작 문양이 들어가 있는 깃발이었으며, 독립 이후 버마의 국기는 왼쪽 상단에 청색 바탕에 5개의 작은 백색 별이 추가되었다. 별의 의미는 국민의 단결을 상징하며 붉은 바탕은 국민들의 용기를, 청색은 평화를, 백색은 순결을 상징한다.
1974년 1월 3일 네윈 장군이 미얀마 사회주의 공화국을 수립하면서 채택된 국기는 사회주의 이념을 표현하고 있었는데, 이전의 국기에 그려져 있던 5개의 작은 별을 14개로 바꾸고 큰 별 대신 톱니바퀴와 쌀을 그려 대체했었다. 쌀은 농업을, 톱니바퀴는 공업을 상징하며 14개의 별은 연방을 이루고 있는 14개의 행정 구역을 표현한 것이다.

페구 왕조의 국기 (570년 경)
꼰바웅 왕조의 국기
영국령 버마의 기 (1937-1941, 1945-1948)
버마국의 국기 (1941-1943)
버마국의 국기 (1943-1945)
버마의 국기 (1948-1974)
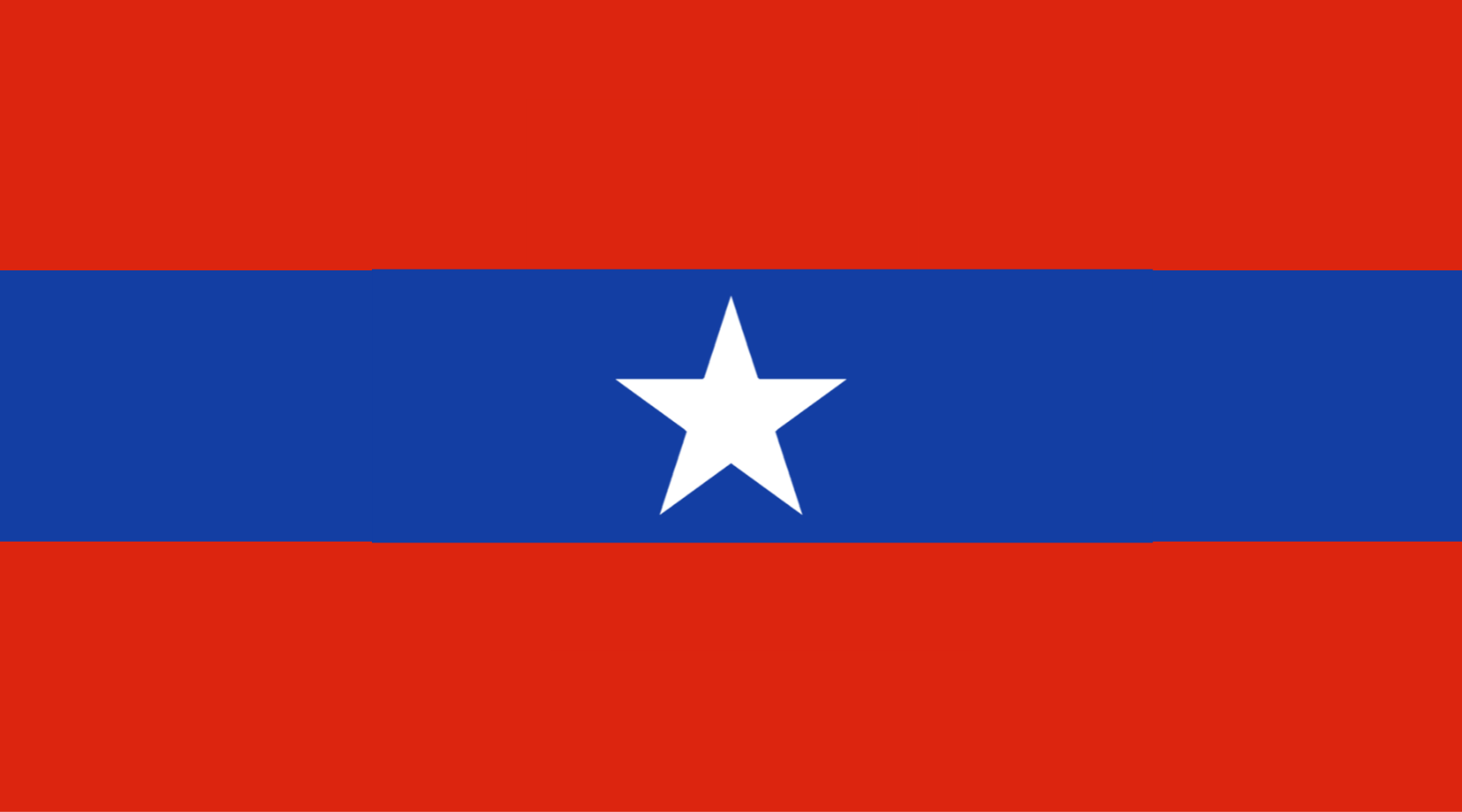
미얀마의 육군기 (1948- 1990경)
버마의 해군기 (1948-1974)
버마의 공군기 (1948-1974)
버마의 상선기 (1952-1974)
미얀마의 국기 (1974-2010)
버마의 해군기 (1974-1994)
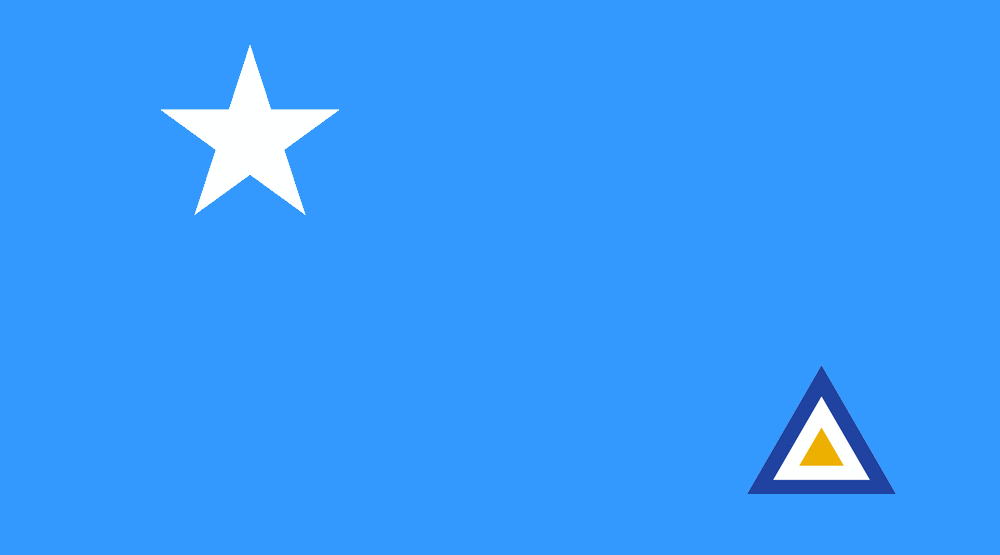
버마의 공군기 (1974- 2010경)
미얀마의 상선기 (1974-2010)
2006년에 제안된 미얀마의 국기 디자인

## 같이 보기
- 미얀마의 국장